# 後藤純也
後藤 純也（ごとう じゅんや）は、日本の経営者。

## 来歴
大阪府出身。中学・高校はラグビー部に所属。高校3年時に全国大会3位になる。京都産業大学経済学部卒業後、京都の民間企業勤務。同社が京都ハンナリーズの立ち上げ支援会社になったことをきっかけにGMに就任。現在に至る。